# Фейдт, Конрад
Конрад Фейдт (нем. Conrad Veidt; 22 января 1893, Берлин — 3 апреля 1943, Лос-Анджелес) — немецкий актер театра и кино, наиболее известны его актёрские работы в фильмах немецкого киноэкспрессионизма.

## Биография
Ханс Вальтер Конрад Фейдт (в различных русскоязычных источниках Файдт, Вейдт Вайдт или Фейт) родился 22 января 1893 года в Берлине. В 1913 году, не став сдавать выпускные экзамены, он бросил берлинскую гимназию Гогенцоллернов и поступил в театральную школу Макса Рейнхардта в Немецком театре. С мая 1913 года выступал на сцене с небольшими ролями. 28 января 1914 года был призван в армию, со 2 мая 1915 года находился на Восточном фронте. Перенёс заболевание желтухой, после чего был направлен в Тильзит на службу конюхом. Примерно до начала 1916 года играл в местном городском театре (директор — Курт Гребин), затем поступил в труппу Немецкого театра в Лиепае. В этих военных театрах, находящихся в нескольких километрах от линии фронта, он сыграл свои первые крупные классические роли — по пьесам Шекспира, Гёте, Шиллера, Ибсена, Стриндберга. В 1916—1917 годах снова работал в труппе у Макса Рейнхардта, где его партнерами были Эмиль Яннингс, Вернер Краус и Пауль Вегенер. В 1919—1923 годах работал в различных берлинских театрах.
В конце 1916 года Фейдт дебютировал в кино. Важным для него стало сотрудничество с режиссёром Рихардом Освальдом, который поручал ему роли в своих «просветительских фильмах». В 1919 году большой ажиотаж вызвал фильм «Не такой как все», где Фейдт сыграл скрипача-гомосексуала, который в результате шантажа кончает жизнь самоубийством.
В 1919 году Фейдт основал собственную производственную компанию «Фейдт-Фильм». В следующем году он появился на экране в своей самой знаменитой роли сомнамбулы Чезаре в фильме «Кабинет доктора Калигари» (1920). В силу выразительности и пластичности Фейдт стал идеальным актёром экспрессионистского кино. В последующие годы благодаря ролям в фильмах ужасов — в том числе таких, как «Голова Януса» (1920) Ф. В. Мурнау, «Кабинет восковых фигур» (1924) Пауля Лени, «Руки Орлака» (1924) Роберта Вине, «Пражский студент» (1926) Хенрика Галеена, — сформировался его образ «демона немецкого немого кино».
Наряду с Эмилем Яннингсом Фейдт стал самой высокооплачиваемой звездой немецкого кино. В сентябре 1926 года по приглашению Джона Берримора он отправился в Голливуд. В Америке снялся в четырёх фильмах, в том числе в классическом «Человек, который смеётся» (1928) по роману Виктора Гюго. 27 февраля 1929 года он вернулся в Германию с намерением в дальнейшем попеременно работать в Германии и США. В отличие от многих коллег, Фейдт достаточно легко пережил приход звука в кино, адаптировав стиль своей игры к изменившимся требованиям.
После прихода к власти национал-социалистов Фейдт работал преимущественно в Великобритании, но в то же время стал членом имперской кинопалаты и снялся в фильме УФА «Вильгельм Телль» (1933). В 1934 году, будучи пацифистом и в третьем браке женатым на еврейке, Фейдт, по личному приглашению британского продюсера Майкла Бэлкона, сыграл заглавную роль в фильме «Еврей Зюсс» (1934) Лотара Мендеса по одноименному роману Леона Фейхтвангера. После этого фильма путь в Германию ему был заказан.
В 1939 году Фейдт получил британское гражданство. В 1940 году переехал в Голливуд и продолжал сниматься в кино, исполняя в основном роли нацистов. Самая известная из них — роль майора Штрассера в «Касабланке» (1942). Примечательна также роль колдуна Джафара в классическом фильме-сказке «Багдадский вор» (1940)
Конрад Фейдт умер от паралича сердца 3 апреля 1943 года в Голливуде во время игры в гольф. Урна с прахом была захоронена на кладбище Фернклифф. В апреле 1998 года прах перенесён в колумбарий лондонского крематория Голдерс-Грин.

## Избранная фильмография
Всего Фейдт снялся в 118 фильмах
- 1916 — Путь смерти / Der Weg des Todes — Рольф
- 1918 — Рождённый не женщиной / Der nicht vom Weibe Geborene — Сатана
- 1919 — Ноктюрн любви / Nocturno der Liebe — Фредерик Шопен
- 1919 — Не такой как все / Anders als die Andern — Пауль Кёрнер
- 1919 — Вокруг света за 80 дней / Die Reise um die Erde in 80 Tagen — Филеас Фогг
- 1919 — Безумие / Wahnsinn — банкир Фридрих Лоренцен
- 1919 — Зловещие истории / Unheimliche Geschichten— Смерть / незнакомец / убийца / путешественник / президент клуба / муж
- 1920 — Граф Калиостро / Der Graf von Cagliostro — Министр
- 1920 — Сатана / Satanas — Люцифер
- 1920 — Кабинет доктора Калигари / Das Cabinet des Dr. Caligari — Чезаре
- 1920 — Голова Януса / Der Januskopf — доктор Уоррен/мистер O’Коннор
- 1920 — Путь в ночь / Der Gang in die Nacht — художник
- 1921 — Тоска / Sehnsucht — русский танцор Иван
- 1921 — Леди Гамильтон / Lady Hamilton — Горацио Нельсон
- 1921 — Индийская гробница — Айян III, магараджа Бенгалии
- 1922 — Лукреция Борджиа / Lucrezia Borgia — Чезаре Борджиа
- 1923 — Невеста мести / Bride of Vengeance — Чезаре Борджиа
- 1923 — Паганини — Николо Паганини
- 1924 — Руки Орлака / Orlacs Hände — Орлак
- 1924 — Кабинет восковых фигур / Das Wachsfigurenkabinett — Иван Грозный
- 1926 — Пражский студент / Der Student von Prag — студент Балдуин
- 1926 — Бегство в ночь / Die Flucht in die Nacht — король Генрих IV
- 1928 — Человек, который смеётся / The Man Who Laughs
- 1927 — Любимый плут / The Beloved Rogue — король Людовик XI
- 1931 — Ночь решения / Die Nacht der Entscheidung — генерал Григорий Платов
- 1932 — Конгресс танцует / The Congress Dances — князь Меттерних
- 1932 — Rasputin, Dämon der Frauen — Григорий Распутин
- 1932 — Чёрный гусар — Хансгеорг фон Хохбург, ротмистр
- 1934 — Еврей Зюсс / Jew Süss — Зюсс Оппенгеймер
- 1937 — Мрачное путешествие / Dark Journey — фон Марвиц
- 1939 — Шпион в чёрном / The Spy in Black — капитан подлодки
- 1940 — Багдадский вор / The Thief of Bagdad — Джафар
- 1941 — На протяжении всей ночи / All Through the Night — Эббинг
- 1941 — Лицо женщины / A Woman’s Face — Торстен Бэрринг
- 1942 — Нацистский агент / Nazi Agent — Отто Беккер/Барон Хьюго фон Детнер
- 1942 — Касабланка — Майор Генрих Штрассер

## В русской литературе
- Михаил Кузмин вводит образ Конрада Фейдта в стихотворение «Ко мне скорее, Теодор и Конрад!» из цикла «Новый Гуль».